# Aldrico Amando Felida
Aldrico Amando Felida (Curaçao, Nederlandse Antillen, 6 februari 1963) is een Nederlandse choreograaf, danser, regisseur en presentator. 
Aldrico Felida vertrok in 1979 met zijn ouders naar Nederland. Hij studeerde vervolgens aan de Hogeschool voor de Schone kunsten in Arnhem.
De Playbackshow, gepresenteerd door Henny Huisman, was in de jaren tachtig een van de meest bekeken televisieprogramma’s. Felida’s deelname bracht hem de eerste prijs als imitator van Leroy, uit de toenmalige televisieserie “Fame”.
Showmasters was een programma dat werd uitgezonden door RTL 4 (oorspronkelijk op Nederland 1), waarin gezocht werd naar nieuwe televisiepresentators. De serie programma’s duurde 8 weken en er deden in totaal 24 geselecteerden er aan mee. Felida verscheen in de 7e week en kwam in het klassement bovenaan te staan. Een week later was de finale, waar hij met een punt verschil tweede werd.
Felida was schrijver, producer en presentator van het populaire en taboedoorbrekende Antilliaanse jongerenprogramma Ki tin Ki tin ? Yoyo Tin!. Het programma was gedurende vier aaneengesloten seizoenen te zien. De eerste twee jaren was het op T.V.-11 op Bonaire en daarna op TeleCuraçao. In 1997 werd het programma gedurende 5 weken simultaan uitgezonden op alle 5 eilanden van de Nederlandse Antillen. 
Als danspedagoog en choreograaf werkte hij onder andere voor Barry Stevens Dance Unlimited, de Fontys Dansacademie Tilburg, de Dansacademie Arnhem en het Landelijk Centrum voor Amateurdans.
In 2001 was Felida bewoner van het Nederlandse Big Brotherhuis. Nog voor de uitzendingen op tv begonnen was hij alweer vertrokken. Volgens de producers op vrijwillige basis, vanwege zijn emoties rond de aanslagen op 9/11 in New York. Zelf houdt hij het er op dat hij gedwongen werd te vertrekken.